# Tom Zenk
Thomas Erwin „Tom“ Zenk (* 30. November 1958 in Robbinsdale, Minnesota; † 9. Dezember 2017 ebenda) war ein US-amerikanischer Pro-Wrestler, der auch unter dem Namenszusatz The Z-Man bekannt war. Er wurde außerdem Mr. Minnesota im Bodybuilding.

## Karriere

### Frühe Jahre
Tom Zenk begann 1984 in der AWA, wechselte dann zur NWA. Auf Bitten Rick Martels zog Zenk nach Montreal, um dort für die International Wrestling Association (IWA) anzutreten. Zenk und Martel formierten sich hier zum Tag Team The Can-Am Connection, das später auch in der WWF auftrat.
Zwischen 1987 und 1994 unternahm Zenk neun Touren durch Japan, wobei er sowohl für AJPW als auch NJPW antrat.

### World Wrestling Federation
Zenk und Martel kamen 1986 als Can-Am Connection zur World Wrestling Federation (WWF). Bei WrestleMania III am 29. März 1987 besiegten sie das Tag Team von Don Muraco und Bob Orton, Jr. Dieser Sieg sollte ihnen einen Push als mögliche Herausforderer der Hart Foundation um die World Tag Team Championship bringen. Da Zenk die Liga, vermutlich wegen gescheiterter Vertragsverhandlungen, verließ, endete diese Storyline.

### Jim Crockett Promotions/World Championship Wrestling
Anfang 1989 war Zenk wieder in der American Wrestling Association, wo er an einer Battle Royal um den vakanten AWA World Heavyweight Title teilnahm. Dort wurde er von Larry Zbyszko eliminiert, der sich damit den Titel sicherte. Nach einigen Titelkämpfen um den Awa-Titel ging Zenk noch im Jahr 1989 zu Jim Crockett Promotions (später umbenannt in World Championship Wrestling). Zenk debütierte dort als The Z-Man beim ersten Halloween Havoc. Mit Brian Pillman bildete er ein Tag Team, das die United States Tag Team Championship gewinnen konnte. Sie führten in dieser Zeit Fehden gegen The Midnight Express (Bobby Eaton und Stan Lane) und Fabulous Freebirds.
In dieser Zeit zog sich Zenk beim Gewichtheben einen Muskelriss zu, wodurch er mehrere Monate pausieren musste. Bei seiner Rückkehr wirkte er schlanker und begann eine Fehde gegen Arn Anderson um die World Television Championship, die er gewinnen durfte. Als die Promotion ihren Namen 1991 in World Championship Wrestling änderte, wurde Zenk zum letzten NWA World Television Champion und gleichzeitig zum ersten WCW World Television Champion. Am 7. Januar 1991 musste er den Titel an Anderson abgeben.
Später in diesem Jahr fehdete er gemeinsam mit Dustin Rhodes und Big Josh gegen die York Foundation und die Fabulous Freebirds um die World Six-Man Tag Team Championship. Zenk, Rhodes and Josh durften die Titel im August von den Freebirds gewinnen, mussten sie aber im Oktober an die York Foundation (die damit die letzten Titelhalter waren) verlieren. Zenk verließ die WCW 1994 und beendete 1996 seine Karriere.

## Privates
Zenk ging mit Nikita Koloff, Brady Boone, Curt Hennig, Rick Rude, John Nord, und Barry Darsow zusammen zur Highschool, die ebenfalls später Wrestler wurden.

## Titel und Auszeichnungen
- Jim Crockett Promotions / World Championship Wrestling

- NWA United States Tag Team Championship (1×) – mit Brian Pillman
- NWA/WCW World Television Championship (1×)
- WCW World Six-Man Tag Team Championship (1×) – mit Dustin Rhodes und Big Josh

- Lutte Internationale

- Canadian International Tag Team Championship (1×) – mit Dan Kroffat

- Pacific Northwest Wrestling

- NWA Pacific Northwest Heavyweight Championship (1×)
- NWA Pacific Northwest Tag Team Championship (1×) – mit Scott Doring